# Quantum of the Seas
Quantum of the Seas, крузер је који излази у новембру 2014. године. У власништву је "Royal Caribbean International" компаније. Носилац је "Quantum" класе.